# Jacob Emanuel Melsom
Jacob Emanuel Melsom, né à Sandar le 17 octobre 1824 et mort le 27 avril 1872 en Arctique, est un navigateur norvégien.

## Biographie
Baleinier de Tønsberg dès 1858, après une première expédition en Arctique en 1869, il travaille en 1872, pour une société par actions de Hambourg. Il officie depuis la station de l'entreprise près de Kristiansund. Dans le même temps, il contribue à la formation de la compagnie de bateaux à vapeur de Göteborg nommé Ishafvet.
Il est surtout connu pour avoir mené en février-mars 1872 sur le Groenland une campagne de pêche aux phoques à l'île aux Ours. Il tente alors d'y secourir des marins abandonnés. Il passe le détroit de Bell au Spitzberg le 6 mars puis est arrêté par les glaces.
Il meurt brutalement le 27 avril 1872. Les dix-huit autres marins à bord décident d'hiverner. Ils meurent tous de malnutrition entre le 7 octobre 1872 et le 19 avril 1873 comme en témoigne le journal de bord retrouvé durant l'été 1873 par le capitaine Fritz Christian Mack.